# Protea compacta
Protea compacta (лат.) — кустарник, вид рода Протея (Protea) семейства Протейные (Proteaceae), эндемик Западно-Капской провинции Южной Африки. Вид похож на Protea eximia, является одним из самых известных протеев в индустрии срезанных цветов.

## Ботаническое описание
Protea compacta — прямостоячий тонкий кустарник, бывает раскидистым на более богатых почвах. Может выпускать длинные побеги, достигающие 3,5 м высотой. ОВид относительно недолговечный — средний возраст растения ок. 10 лет. Листья около 100 мм в длину, 50 мм в ширину; мягкие и опушённые в молодом возрасте, с возрастом лист становится кожистым и гладким; края цельные, часто красноватые. Цветки поразительно розового цвета и имеют форму чаши, внешние закрученные прицветники имеют тенденцию блекнуть у основания; до 120 мм в длину и до 90 мм в диаметре. Цветёт от ранней до середины зимы, но иногда может цвести в другое время. Окраска цветов может быть довольно разнообразной по интенсивности, встречается естественная белая разновидность. Прицветники слегка полупрозрачные, что делает цветы сияющими при освещении солнцем.

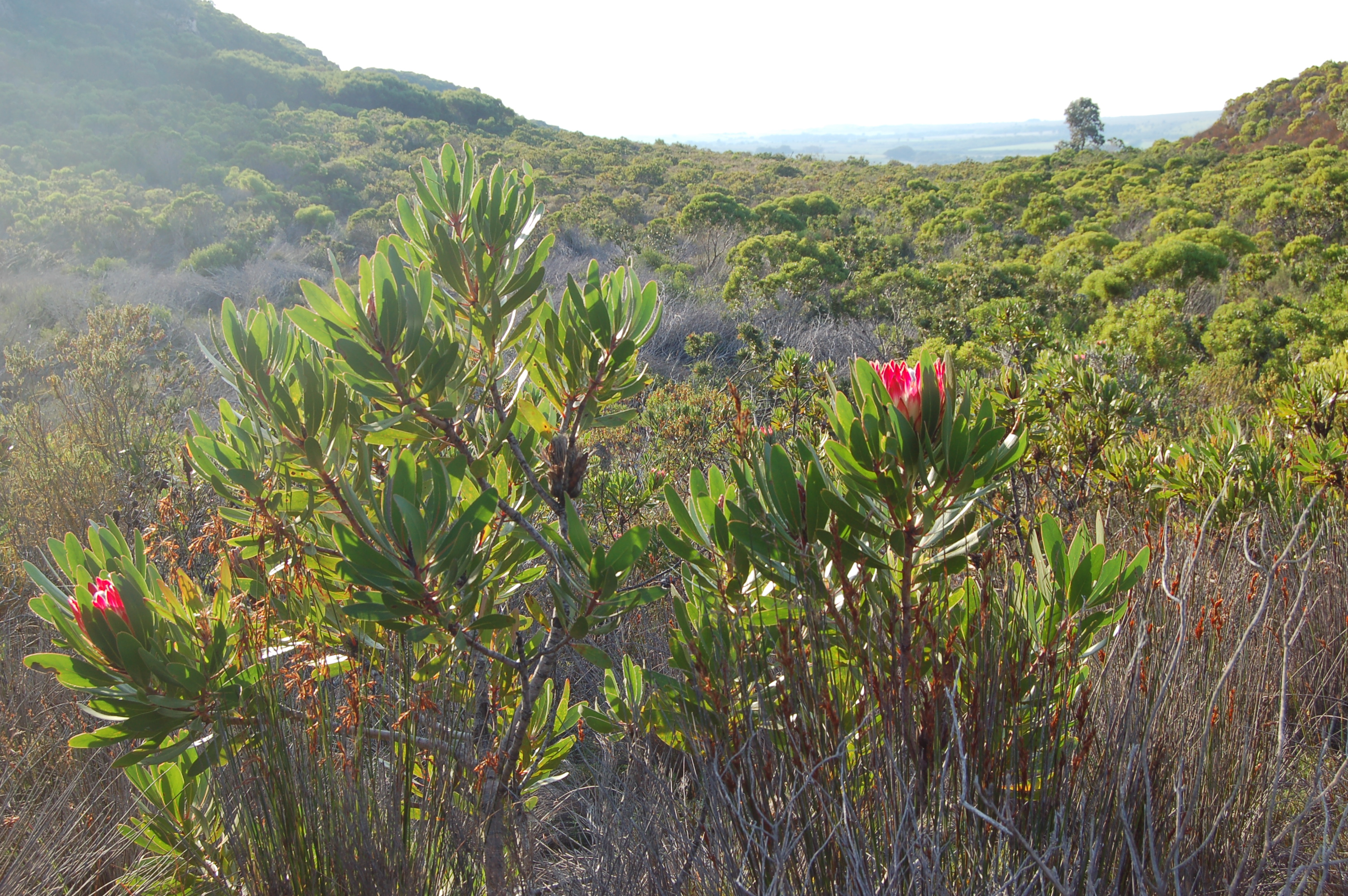
В финбоше
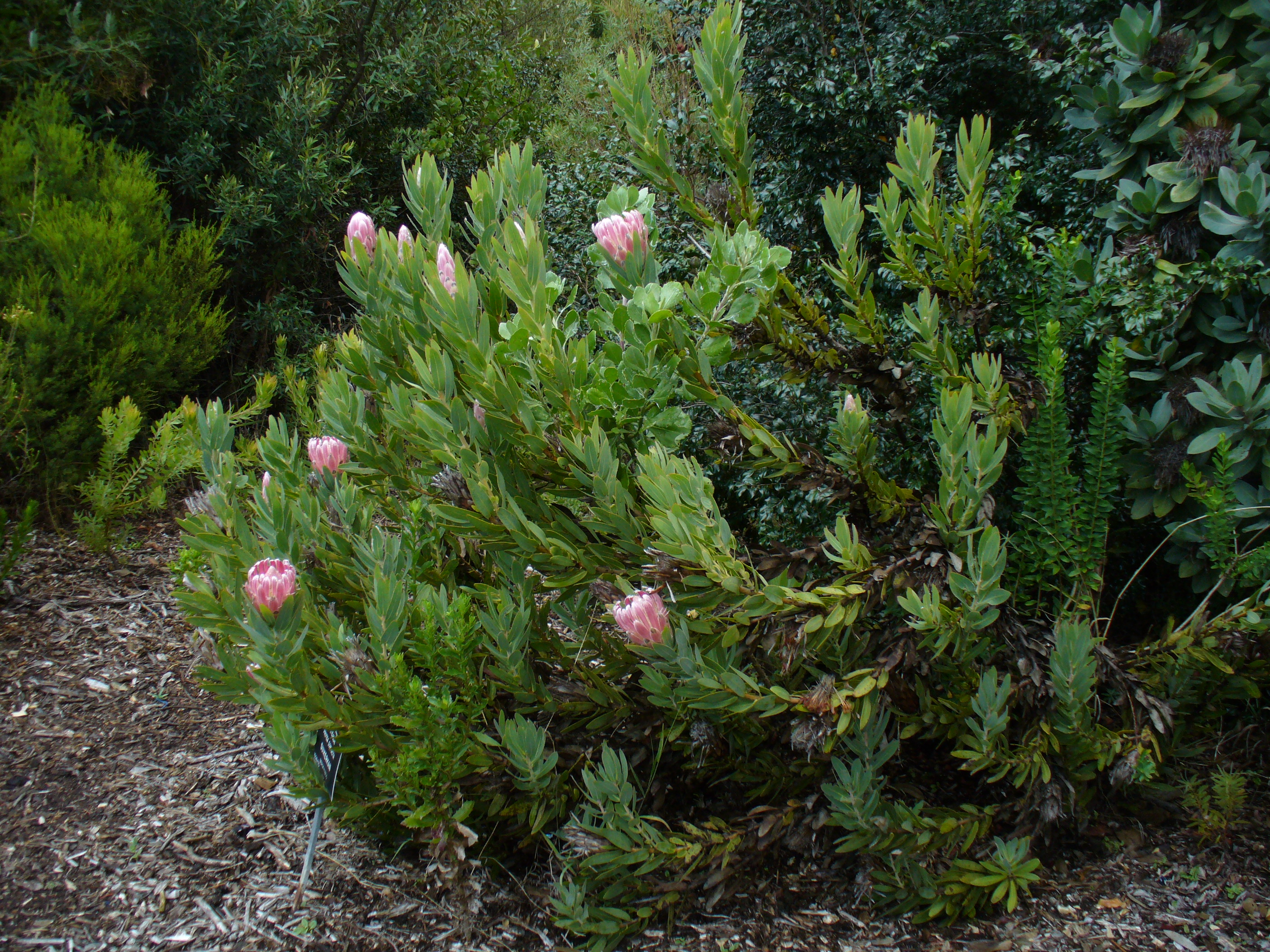
Общий вид
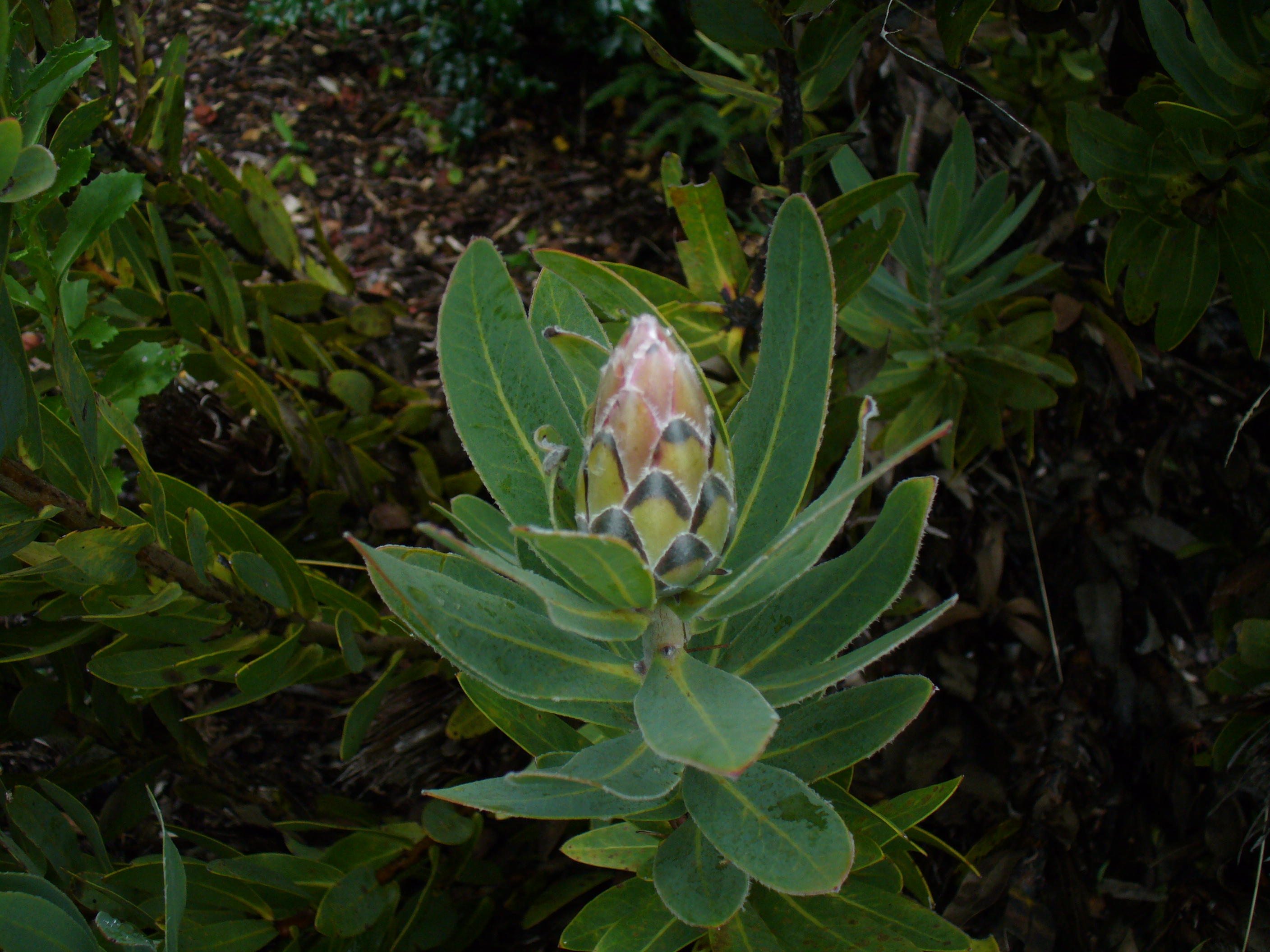
Бутон
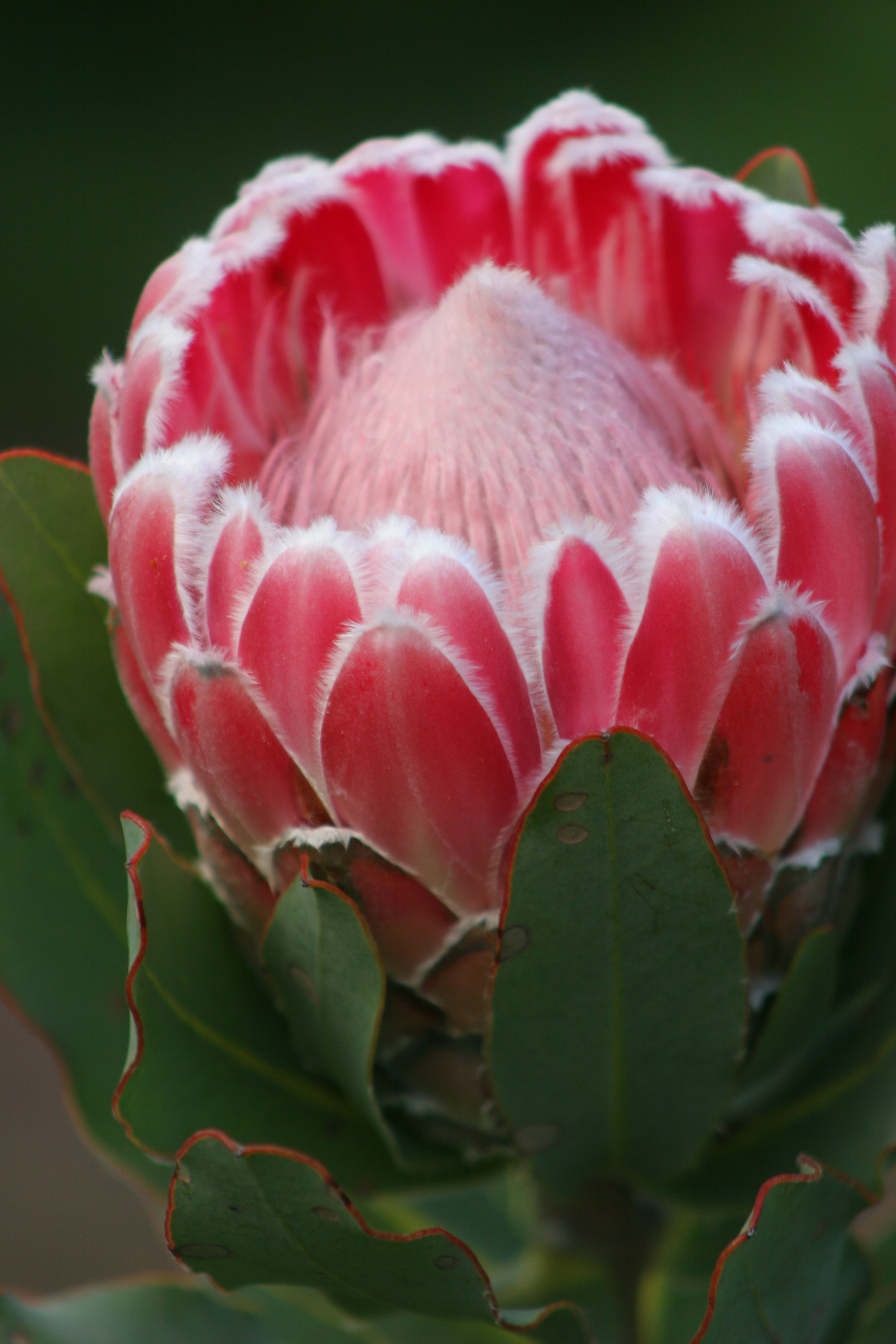
Цветок

## Распространение и местообитание
Protea compacta — эндемик центрального региона Западно-Капской провинции Южной Африки. Он распространен от Клейнмонда до Бредасдорпа. Естественная среда обитания этого вида — узкий регион на юго-западе Капской провинции, где он встречается на высоте менее 100 м над уровнем моря на бедных песчаных кислых почвах. Растения, как правило, растут тесными группами, стебли которых поддерживают друг друга.

## Культивирование
Protea canaliculata — популярный срезанный цветок на местном рынке в Южной Африке, где он известен под общим названием протея реки Бот. Растения можно выращивать на хорошо дренированных кислых почвах, они устойчивы к лёгким морозам и солёным брызгам у берегов. Свежие семена легко прорастают, и черенки, полученные из полутвёрдых побегов поздней весной или осенью обычно дают хорошие результаты. В Южной Африке культивируемое растение можно увидеть вдоль прибрежной дороге от залива Гордонс до Хермануса.

## Охранный статус
Вид классифицируется как близкий к уязвимому положению.